# Dayton (Alabama)
Dayton es un pueblo ubicado en el condado de Marengo en el estado estadounidense de Alabama. En el censo de 2000, su población era de 60. 

## Demografía
En el 2000 la renta per cápita promedia del hogar era de $ 12.500$ , y el ingreso promedio para una familia era de 6.250$. El ingreso per cápita para la localidad era de 10.235$. Los hombres tenían un ingreso per cápita de 32.917$ contra 30.417$ para las mujeres.

## Geografía
Dayton está situado en 32°20′59″N 87°38′28″O / 32.34972, -87.64111 (32.349722, -87.641111).
Según la Oficina del Censo de los EE. UU., la ciudad tiene un área total de 1.00 millas cuadradas (2.58 km ²).